# Uchimura Kanzō
Kanzō Uchimura (内村 鑑三, Uchimura Kanzō), né le 26 mars 1861 et mort le 28 mars 1930, était un écrivain, évangéliste chrétien et fondateur du mouvement chrétien Mukyōkai pendant les ères Meiji et Taishō.

## Biographie

### Jeunesse
Né à Edo (aujourd'hui Tōkyō), fils de Yoshiyuki et Yaso, il montra un talent pour les langues dès un très jeune âge ; il commença à étudier l'anglais à 11 ans. En 1877, il entra au collège d'agriculture de Sapporo (aujourd'hui l'Université de Hokkaidō), où l'on enseigna surtout en anglais.
Peu avant l'arrivée d'Uchimura, l'américain William S. Clark passa une année au Japon pour y établir l'Université d'agriculture de Sapporo. Quoique son rôle principal était d'enseigner la technologie agraire, Clark, étant un missionnaire chrétien, introduit ses étudiants à la foi chrétienne par le biais du catéchisme ; tous se convertirent en signant une « Alliance des croyants » ("Covenant of Believers in Jesus"), promettant de continuer à étudier la Bible et d'essayer de vivre de manière morale. Clark retourna à son pays après un an, mais Uchimura fut influencé par lui à travers le petit groupe de chrétiens que Clark laissa à l'université. Sous de fortes pressions de la part de ses senpai (先輩, un terme pour ses confrères plus âgés), Uchimura signa et fut baptisé par un missionnaire méthodiste en 1878.
Non satisfait par l'église de la mission, Uchimura et quelques amis créèrent une église indépendante à Sapporo. Elle devint le précurseur de ce qui est aujourd'hui appelé le mouvement Mukyōkai. Ils pensèrent pratiquer leur religion et vivre une vie pleine de foi sans avoir recours à une institution ou au clergé, selon les enseignements de Clark.

### Carrière à l'étranger
Uchimura partit pour les États-Unis après un bref et malheureux mariage en 1884. Il trouva des amis en Pennsylvanie, un couple quaker, les Wister Morris, qui l'aidèrent à trouver du travail. La foi et le pacifisme de ce couple marqua le jeune Uchimura.
Après huit mois de travail stressant dans l'hôpital psychiatrique de Elwyn, Uchimura démissionna et voyagea dans la Nouvelle-Angleterre. Il entra au Amherst College, où le président de l'institution, Julius Hawley Seelye, devint son mentor spirituel, l'encourageant à entrer au séminaire de théologie de Hartford. Il y alla après avoir reçu sa seconde licence à Amherst, mais y renonça après un semestre, déçu de l'enseignement théologique. Il retourna au Japon en 1888.

### Carrière au Japon
Après son retour dans son pays natal, Uchimura travailla en tant qu'enseignant, mais fut forcé de démissionner ou fut licencié plusieurs fois pour son point de vue immuable devant les autorités et les missionnaires étrangers qui contrôlaient les écoles. L'incident le plus célèbre fut son refus de faire une révérence devant un portrait de l'empereur Meiji et le rescrit impérial sur l'éducation pendant une cérémonie au First Higher School (une prépa pour entrer à l'université de Tokyo).
Se rendant compte que ses croyances étaient incompatibles avec une carrière dans l'enseignement, il commença à écrire, devenant éditorialiste du journal Yorozu Choho. Il devint célèbre pour son opposition à Ichibei Furukawa (ja) au sujet d'un des premiers cas de pollution industrielle au Japon, dont le coupable était la mine de cuivre à Ashio.
Sa carrière en tant que journaliste échoua à cause de son point de vue pacifiste pendant la guerre russo-japonaise. Il publia son magazine mensuel, Seisho no Kenkyu (« Catéchismes ») et gagna sa vie en parlant sur la Bible toutes les semaines à des audiences de 500 à 1 000 personnes dans le centre-ville de Tokyo. Ses adeptes croyaient, comme lui, qu'une église organisée était nuisible à la foi, et que les sacrements chrétiens, dont le baptême et la communion, n'étaient pas essentiels au salut de l'âme. Uchimura appela ces idées et ce mouvement Mukyōkai. Il attira beaucoup d'étudiants tokyoites qui devinrent plus tard d'importants personnages dans le monde académique, industriel, et littéraire. Ses points de vue « prophétiques » sur la religion, la science, la politique et la société influencèrent en dehors de son cercle de fidèles.
Il écrira deux livres en anglais qui reflètent sa lutte pour créer une forme japonaise de christianisme : Japan and the Japanese (1894) et How I Became a Christian (1895). Il devint célèbre en dehors de son pays natal de son vivant, ses œuvres étant traduites en plusieurs langues. Sa réputation grandit même après sa mort grâce aux nombreux textes publiés par ses adeptes.